# هربرت إل. فوس
هربرت إل. فوس (بالإنجليزية: Herbert L. Foss)‏ هو عسكري أمريكي، ولد في 12 أكتوبر 1871 في بلفاست في الولايات المتحدة، وتوفي في 1 سبتمبر 1937 في هينغهام في الولايات المتحدة.